# Bhamodi
Bhamodi là một thị trấn thống kê (census town) của quận Chhindwara thuộc bang Madhya Pradesh, Ấn Độ.

## Nhân khẩu
Theo điều tra dân số năm 2001 của Ấn Độ, Bhamodi có dân số 3983 người. Phái nam chiếm 52% tổng số dân và phái nữ chiếm 48%. Bhamodi có tỷ lệ 74% biết đọc biết viết, cao hơn tỷ lệ trung bình toàn quốc là 59,5%: tỷ lệ cho phái nam là 82%, và tỷ lệ cho phái nữ là 66%. Tại Bhamodi, 9% dân số nhỏ hơn 6 tuổi.